# Японские нефтяные концессии на Северном Сахалине в годы Великой Отечественной войны

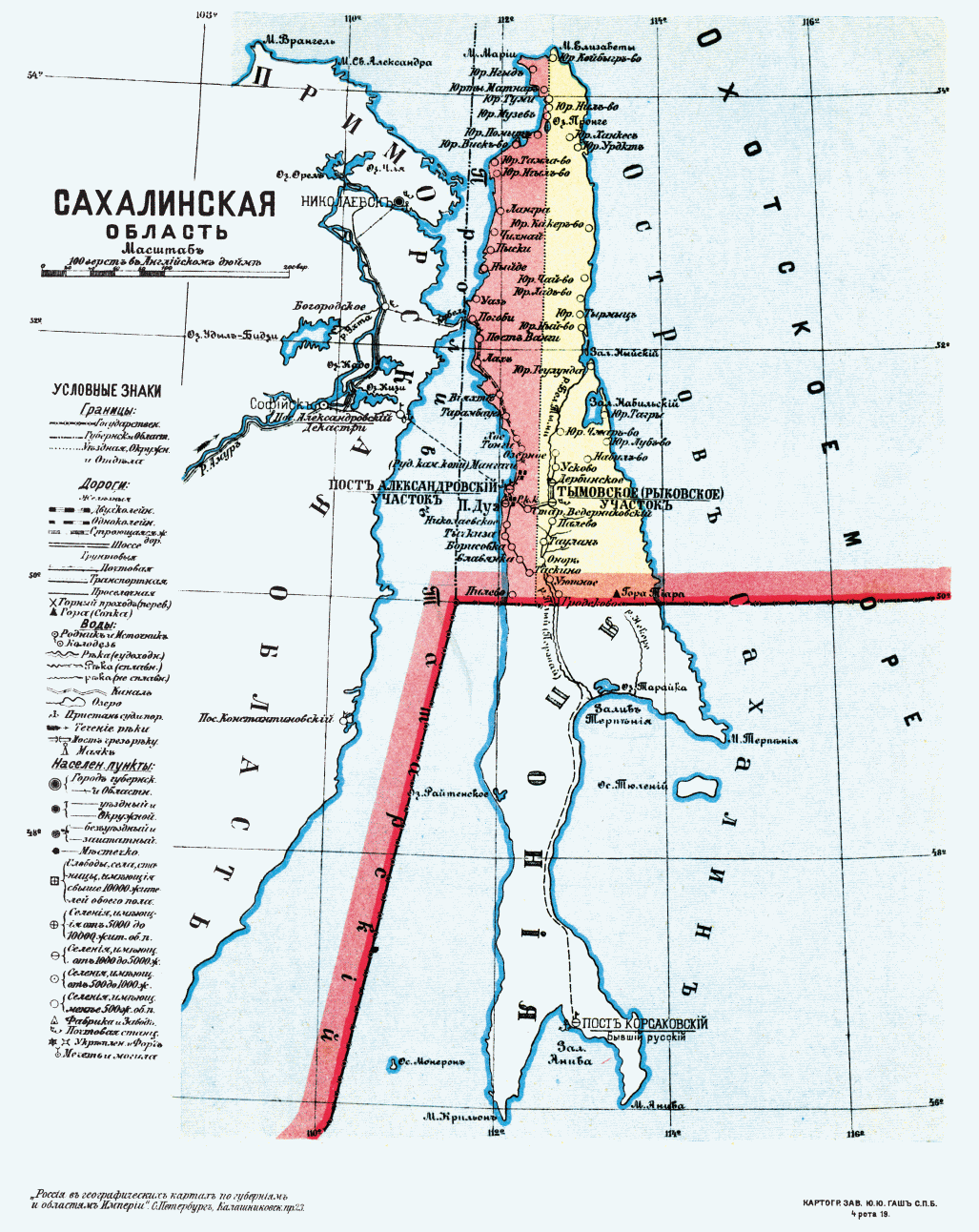
Карта, демонстрирующая разделения Сахалина между Россией и Японией по Портсмутскому мирному договору

Японские нефтяные концессии на Северном Сахалине в годы Великой Отечественной войны — японские нефтяные разработки на территории принадлежащего Советскому Союзу Северного Сахалина, осуществлявшиеся в период с 1941 по 1943 год.

## Японские концессии на Северном Сахалине в довоенный период
23 ноября 1920 года В. И. Лениным был подписан «Декрет об общих экономических и юридических условиях концессий», разрешавший предоставление концессий иностранному капиталу. Первая иностранная концессия на территории РСФСР появилась в 1921 году. 20 января 1925 года в Пекине была подписана Конвенция об основных принципах взаимоотношений между СССР и Японией. Она свидетельствовала об окончании оккупации северной части Сахалина японскими войсками и восстанавливала действие Портсмутского мирного договора 1905 года. Конвенция состоит из семи статей протокола «А», пяти статей протокола «Б» и краткой декларации.
В протоколе «А» в статье VI указывается: «В интересах развития экономических отношений между обеими странами и принимая во внимание нужды Японии в отношении естественных богатств, правительство СССР готово предоставить японским подданным, компаниям и ассоциациям концессии на эксплуатацию минеральных, лесных и других естественных богатств на всей территории СССР». В протоколе «Б» нашли отражение все вопросы концессионных отношений двух сторон. Правительство СССР согласилось предоставить в эксплуатацию угольные месторождения на западном побережье Сахалина и нефтяные месторождения в северной части острова. 14 декабря 1925 года были подписаны концессионные договоры сроком на 45 лет. От имени советского правительства договор подписал председатель ВСНХ Ф. Э. Дзержинский, с японской стороны — представитель военно-морского ведомства Шигецуру Накасато.

Работы по межеванию нефтяных участков начались летом 1926 года после прибытия на Сахалин специальной геологической комиссии во главе с инженером Н. С. Абазовым. По Договору японская сторона получила право на разработку восьми месторождений — «Оха», «Эхаби», «Пильтун», «Нутово», «Чайво», «Ныйво», «Уйглекуты» и «Катангли». Общая площадь концессионных участков составила 4807,12 десятин или 5252 га. В том же году японская нефтяная компания «Кита Карафуто Сэкию Кабусики Гайся» (Северо-Сахалинское нефтяное акционерное общество) начала разведку отведённых ей участков. Из всех участков, предоставленных Японии по договору, нефтепромышленники вели добычу нефти преимущественно на Охинском месторождении, которое было самым перспективным. В 1927 году японские концессионеры добыли 77 тыс. тонн нефти. В последующие годы добыча нефти неуклонно росла и достигла максимума в 1931 году, когда было добыто 200 тыс. тонн . При этом с 1928 года правительство СССР стало проводить политику, направленную на сворачивание концессионных соглашений. На 1 января 1937 года в Советском Союзе оставалось всего пять концессионных предприятий. Четыре из них были японскими: три действовали в нефтяной и угольной промышленности Северного Сахалина, а одна эксплуатировала водные биоресурсы Камчатки. Тем не менее, объёмы добычи нефти с середины 30-х годов начали снижаться и упали до 43,7 тыс. тонн в 1940 году. 

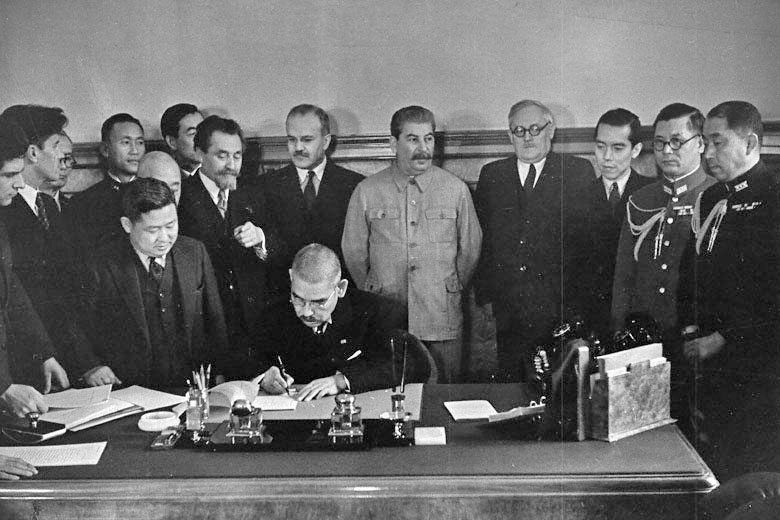
Министр иностранных дел Японии И. Мацуока подписывает Пакт о нейтралитете между СССР и Японией. Присутствуют: И. В. Сталин, нарком иностранных дел СССР В. Молотов, зам. наркома иностранных дел СССР С. А. Лозовский, А. Я. Вышинский

Начиная с конца 30-х гг. концессии стали служить предметом спора и трений как между концессионерами и администрацией советского Сахалина, так и между правительствами. Об этом свидетельствуют инициативы советской стороны от 1937 г. о расторжении концессионных договоров.
13 апреля 1941 года в Москве был подписан Пакт о нейтралитете между СССР и Японией. В ходе переговоров между И. В. Сталиным и министром иностранных дел Японии Ёсукэ Мацуокой стороны договорились о том, что концессии будут ликвидированы «в течение нескольких месяцев». После заключения пакта Молотов и Мацуока обменялись письмами, в которых японская сторона подтвердила ранее достигнутые устные договорённости.

## Японские концессии на Северном Сахалине в период с 1941 по 1944 год
Во второй половине 1941 года внешнеполитическая ситуация в мире резко изменилась. 22 июня 1941 года Германия напала на Советский Союз. 7 декабря 1941 года, атаковав Перл-Харбор, Япония вступила во Вторую Мировую войну. 11 декабря 1941 года Германия объявила войну США. В результате сложилась парадоксальная ситуация, когда Япония, будучи союзником Германии, производила нефтедобычу на территории Советского Союза, который, в свою очередь, являлся союзником Соединённых Штатов Америки и Великобритании. Однако в ситуации, сложившаяся на советско-германском фронте к осени 1941 года, советское правительство не было заинтересовано в обострении отношений с Японией. В сложной военно-политической обстановке Советский Союз не настаивал на ликвидации концессий. В октябре 1941 года японской стороне даже было продлено право на добычу и вывоз нефти до 1943 года. Именно экономическими уступками в СССР стремились избежать войны на востоке.
После Сталинградской битвы и сражения на Курской дуге, наступления союзников против Японии в юго-западной части Тихого океана Советский Союз стал более настойчиво требовать ликвидации японских нефтяных и угольных концессий в северной части Сахалина. 4 июня 1943 г., принимая посла Японии Наотакэ Сато, В. М. Молотов заявил Протест в отношении невыполнения Токио обязательства ликвидировать японские нефтяные и угольные концессии на Северном Сахалине. Вручая протест, нарком расценил отход японской стороны от своевременного выполнения этого обещания как нарушение условий заключения пакта о нейтралитете. Стремление укрепить отношения с СССР в условиях ухудшения положения держав оси и опасения, что в недалёком будущем под предлогом нарушения обещания Мацуоки Советский Союз вступит в войну против Японии или, по меньшей мере, предоставит США военные базы на своей территории на Дальнем Востоке, вынудило Токио пойти на уступки Москве. Решение отказаться от концессий было принято 19 июня 1943 г. на координационном совещании правительства и Императорской ставки, а также 26 июня на совещании руководства армии, флота и МИД Японии при условии, что Советский Союз подтвердит свою приверженность пакту о нейтралитете.
3 июля 1943 г. Сато сообщил Молотову о готовности вступить в переговоры по данному вопросу. Советско-японские переговоры между заместителем наркома иностранных дел СССР С. А. Лозовским и послом Японии в Советском Союзе Сато начались 26 ноября 1943 г. в Куйбышеве. 10 марта 1944 г. соглашение о ликвидации японских концессий, оформленное специальным протоколом, было парафировано, а 30 марта подписано в Москве Лозовским и Сато. 30 марта 1944 г. в Москве был подписан «Протокол относительно передачи японских концессий на Северном Сахалине», по которому нефтяные и угольные концессии ликвидировались. Советская сторона получила все производственные объекты и инженерно-техническую документацию к ним, оборудование и объекты гражданского строительства. В порядке компенсации СССР уплачивал японскому правительству 5 млн руб. (950 тыс. долларов США) и обязался продавать Японии 50 тыс. метрических тонн сырой нефти с Охинских скважин в течение 5 лет после окончания войны.

## Оценка советско-японского сотрудничества в области нефтедобычи на Северном Сахалине
Японские нефтяные концессии на Северном Сахалине просуществовали более 18 лет. За эти годы было добыто около 2 млн тонн нефти. Разработки не прекратились и со вступлением СССР и Японии во Вторую мировую войну. Однако объём добычи нефти снизился по сравнению с довоенным периодом в несколько раз. Так в 1941 году было добыто 51,7 тыс. тонн, а в 1942 году — 17 тыс. тонн нефти. Данные по 1943 году отсутствуют. Для сравнения советский трест Сахалиннефть за четыре военных года дал стране почти 3 млн тонн нефти.
| Год                            | 1927  | 1928  | 1929  | 1930  | 1931  | 1932  | 1933  | 1934  | 1935  | 1936  | 1937  | 1938  | 1939 | 1940 | 1941 | 1942 | 1943       |
| ------------------------------ | ----- | ----- | ----- | ----- | ----- | ----- | ----- | ----- | ----- | ----- | ----- | ----- | ---- | ---- | ---- | ---- | ---------- |
| Добыча, тыс. тн.               | 77,0  | 121,0 | 150,0 | 196,3 | 200,0 | 184,0 | 195,5 | 171,3 | 157,8 | 161,1 | 127,3 | 118,4 | 57,4 | 43,7 | 51,7 | 17,0 | нет данных |
| Удельный вес в общей добыче, % | 100,0 | 99,7  | 85,2  | 67,0  | 58,8  | 50,2  | 49,3  | 41,5  | 39,8  | 34,4  | 28,1  | 26,3  | 13,5 | 13,0 | 13,4 | 6,0  | нет данных |

В довоенные годы потребность Японии в нефти на 90 % обеспечивалась за счёт импорта, главным образом из Соединённых Штатов. При этом к весне 1941 года Японии удалось создать запасы в размере 42,7 млн баррелей нефти. Объявление в конце июля 1941 года нефтяного эмбарго со стороны США, Великобритании и правительства Нидерландов в изгнании
явилось одной из основных причин вступления Японии во Вторую мировую войну. В результате успешных боевых действий к марту 1942 под контролем Японии оказались богатейшие нефтяные месторождения Голландской Ост-Индии. На оккупированной территории в 1940 году было добыто около 65 млн баррелей нефти, что полностью соответствовало потребностям Японии в импорте. Японцам удалось в короткие сроки восстановить разрушенную инфраструктуру на захваченных месторождениях. В итоге в 1942 году потребление нефти японской экономикой, армией и Императорским флотом составило около 42 млн баррелей (с учётом использования ранее накопленных запасов). Рекордным стал 1943 год, когда потребление приблизилось к 44 млн баррелей (приблизительно 6,0-6,5 млн тонн в зависимости от сорта нефти). Таким образом, 17 тыс. тонн нефти, добытых на Северном Сахалине в 1942 году, составили приблизительно 0,4 % от общего потребления Японии.
Около половины всей нефти необходимой Японии приходилось на нужды Военно-морского флота. В 1941 году адмирал Осами Нагано утверждал, что «флот сжигает в час 400 тонн нефти». Таким образом, нефти, добытой на Северном Сахалине в 1941—1942 годы, японскому флоту хватило бы примерно на неделю.